# Uta encantadae
Uta encantadae là một loài thằn lằn trong họ Phrynosomatidae. Loài này được Grismer miêu tả khoa học đầu tiên năm 1994.